# Cardiophorus letourneuxi
Cardiophorus letourneuxi is een keversoort uit de familie kniptorren (Elateridae). De wetenschappelijke naam van de soort is voor het eerst geldig gepubliceerd in 1891 door Buysson.